# Bacopa montevidensis
Bacopa montevidensis là một loài thực vật có hoa trong họ Mã đề. Loài này được (Spreng.) Herter & Melch. mô tả khoa học đầu tiên năm 1937.